# 러브 위드 더 프로퍼 스트레인저
《러브 위드 더 프로퍼 스트레인저》(영어: Love with the Proper Stranger)는 미국에서 제작된 로버트 멀리건 감독의 1963년 흑백 로맨틱 코미디 드라마 영화이다. 내털리 우드, 스티브 매퀸 등이 출연하였고, 앨런 J. 퍼쿨라 등이 제작에 참여하였다.
1964년 제36회 아카데미상에서 여우 주연상(우드), 각본상(아널드 슐먼), 흑백 영화 부문 미술상(핼 퍼레이라, 롤런드 앤더슨, 샘 코머, 그레이스 그레고리), 흑백 영화 부문 촬영상(밀턴 R. 크래즈너), 흑백 영화 부문 의상상(이디스 헤드) 등 총 5개 부문에 후보로 올랐다.

## 출연진
- 내털리 우드
- 스티브 매퀸
- 이디 애덤스
- 허셜 버나디
- 하비 렘벡
- 페니 샌턴
- 버지니아 빈센트
- 매릴린 크리스
- 톰 보즐리
- 리처드 S. 캐스털라노

## 기타 제작진
- 의상: 이디스 헤드